# SCAMP5
SCAMP5‏ (Secretory carrier membrane protein 5) هوَ بروتين يُشَفر بواسطة جين SCAMP5 في الإنسان.